# Nový Svět (Olomouc)
Nový Svět (německy Neue Welt nebo Salzergut) je historická obec, městská čtvrť a katastrální území na jihu statutárního města Olomouce s cca 1 tisícem obyvatel. Působnost Komise městské části Nový Svět zasahuje i do katastrů Holic a Hodolan.
Historické centrum tvoří široká ulicová náves s názvem Sudova upomínající na osobnost Jana Sudy. Na jejím začátku je kříž s reliéfem Panny Marie Bolestné z roku 1820.

## Historie
Původně šlo o osadu s názvem Dědinka (Dörfel), která se rozkládala asi 4 km před Blažejskou bránou u soutoku Moravy s jedním z jejích ramen. První písemná zmínka o ní je z roku 1402. Patřila městu, které ji roku 1435 prodalo měšťanu Lukáši Salzerovi, po němž získala jméno Salzergut (Salzerův statek). A i když již v roce 1498 Olomouc využila předkupního práva a vesnici získala zpět, tento název jí už zůstal. Žili zde drobní rolníci, rybáři a řemeslníci. Po zboření Dědinky kvůli výstavbě olomoucké pevnosti po roce 1750 našli její obyvatelé vhodné místo pro obnovení své vesnice až v katastru Holic.
Nové osídlení se oficiálně jmenovalo Neue Welt, stále se však používal název Salzergut. I když šlo o holický katastr a Nový Svět spadal také do školního obvodu i farnosti Holice, obklopen byl prakticky sousedními Hodolany. Jeho stavebnímu rozvoji bránily také kasárna a vojenské cvičiště, stejně jako městská plynárna nebo Heikornovy závody MILO. V roce 1850 se Nový Svět stal samostatnou obcí, o čtyři roky později zde bylo napočítáno 403 obyvatel. Šlo převážně o německou obec, část olomouckého jazykového ostrova, až po založení Československé republiky a vzniku Velké Olomouce v roce 1919 zde převážilo české obyvatelstvo. Tehdy zde již žilo přes 2400 obyvatel. Působila zde řada, především německých spolků: od roku 1888 čtenářský, po roce 1911 Svaz Němců a Schulverein, až v roce 1919 zde byla zřízena pobočka Sokola Holice. V roce 1923 naproti tomu Turnverein. Téhož roku veřejná knihovna hlavního města Olomouce otevřela pobočku Nový Svět.
| Rok      | 1869 | 1880 | 1890 | 1900 | 1910 | 1921 | 1930 |
| -------- | ---- | ---- | ---- | ---- | ---- | ---- | ---- |
| Obyvatel | 512  | 563  | 648  | 652  | 708  | 2451 | 2814 |
| Domů     | 40   | 39   | 43   | 46   | 49   | 128  | 152  |
| Rok      | 1950 | 1961 | 1970 | 1980 | 1991 | 2001 | 2011 |
| Obyvatel | 1220 | 1104 | 421  | 638  | 1091 | 987  | 992  |
| Domů     | 82   | ?    | 89   | 95   | 107  | 111  | 140  |

1. ↑  Z toho 1798 osob národnosti československé, 619 německé a 397 ostatních.'"`UNIQ--ref-0000000F-QINU`"'

## Významné osobnosti
- Hana Maciuchová – v této čtvrti strávila své dětství
- Jan Suda – popraven v roce 1942 v Kounicových kolejích v Brně